# Yvan Bourgnon
Pour les articles homonymes, voir Bourgnon.
Yvan Bourgnon est un skipper franco-suisse, né le 6 juillet 1971 à La Chaux-de-Fonds. Il est le frère cadet de Laurent Bourgnon, avec qui il a remporté la Transat en double Jacques-Vabre 1997.
D'octobre 2013 à juin 2015, il effectue le 1er tour du monde sur un catamaran non habitable de 6,30 m, sans GPS, en faisant le point à l'aide d'un sextant et de cartes papier.

## Biographie
À l'âge de huit ans, il embarque avec ses parents pour un tour du monde qui va durer près de quatre ans. Lorsqu'il a treize ans, la famille s'installe à Saint-Brevin-les-Pins, en Loire-Atlantique.
Il se fait connaître en 1995 en remportant un triplé inédit Mini-Fastnet-Transgascogne-Mini Transat. En 1997, sur Primagaz, il gagne avec son frère Laurent la Transat Jacques-Vabre. Il est le père de cinq garçons et une fille.[réf. nécessaire]

### Tour du monde «à l'ancienne» sur un catamaran de sport
Le 5 octobre 2013, il part des Sables-d'Olonne en compagnie de Vincent Beauvarlet pour un tour du monde « à l'ancienne » sur un catamaran de sport de 6,30 m non habitable. Les deux navigateurs ne reçoivent pas d'informations météo et n'ont pas de GPS. Ils n'ont qu'un sextant, un téléphone satellitaire et des cartes traditionnelles. Un bateau accompagnateur, l'Ideo, va leur porter assistance aux escales, mais pas en mer : il ne leur communique même pas leur position.
Après une escale à La Corogne du 8 au 12 octobre 2013, les deux marins connaissent huit jours très difficiles. Par manque de vent et de nourriture, ils font une escale imprévue à Agadir, du 21 au 26 octobre. À Las Palmas de Gran Canaria (îles Canaries), Vincent Beauvarlet abandonne. Le 20 novembre, Yvan Bourgnon continue seul. Il arrive au Marin, en Martinique, le 10 décembre. Il en part le 3 février 2014 et arrive à Colón, au Panama, le 9.
Après avoir franchi le canal, il quitte l'archipel des Perles le 23 février 2014, et arrive à Puerto Baquerizo Moreno, dans l'île San Cristóbal (Galápagos), le 2 mars. Il repart le 7 pour son étape la plus longue, vers les îles Marquises. Il arrive à Nuku Hiva le 27 mars. Après des escales aux Tuamotu, à Tahiti, à Raiatea, à Bora-Bora et aux Samoa, il arrive à Viti Levu (la plus grande des îles Fidji) le 17 mai. Il fait encore escale aux îles Vanuatu et à Darwin, en Australie. Il arrive à Bali le 1er juillet.

Zone d'opération des pirates somaliens entre 2005 et 2010.

Il quitte Bali le 12 juillet 2014 pour les Maldives. Les conditions de mer s'étant détériorées, il se déroute sur Galle, au Sri Lanka. Le 1er août, à l'approche de ce port, il fait naufrage. Il s'en sort indemne, mais son bateau est entièrement détruit. Pris pour un trafiquant de drogue, il est emprisonné 24 heures. Il fait construire un nouveau bateau à Caen, l'assemble au Sri Lanka et reprend la mer le 22 mars 2015, sans le bateau accompagnateur. Le 3 avril, à quelque 200 milles de Socotra, il se met « en mode furtif » : il demande que sa position ne soit plus communiquée sur Internet, car il arrive dans une zone où la piraterie n'a pas été totalement éradiquée. Il fait escale à Djibouti du 15 au 22 avril. Il remonte alors la mer Rouge, étape qu'il considère comme la plus éprouvante de son voyage, en raison de forts vents contraires, parfois très violents, d'une mer courte et dure, de la navigation au sextant parmi les plates-formes pétrolières, parmi une multitude d'archipels hérissés de récifs coralliens, au milieu d'un trafic très dense — et surtout en raison du refus obstiné des cargos d'observer les règles de priorité (25 restent indifférents aux appels VHF, visuels et sonores, alors qu'ils sont en route de collision). Il arrive à Suez le 7 mai.
Il franchit le canal. Le 13 mai 2015, il quitte Port-Saïd. Du 26 au 29, il fait une escale technique dans l'île Manoel, à Malte. Le 8 juin, il franchit le détroit de Gibraltar. Le 11, il fait une escale technique à Cascais, sur la côte portugaise. Il repart le lendemain. Après une dernière escale à Torquay, sur la côte du Devon, il boucle son tour du monde en arrivant le 23 juin 2015 à Ouistreham, près de Caen.
Ce voyage fait l'objet d'un documentaire En Équilibre sur l'Océan sorti le 12 juillet 2017 et réalisé par Sebastien Devrient.

### The SeaCleaners
Bourgnon fonde en 2016 l'association The SeaCleaners destinée à lutter contre la pollution plastique des océans, et en devient président. L’ONG agit sur la collecte des déchets en mer, la prévention de la pollution à la source, l'éducation et la sensibilisation du public, le développement de l'économie circulaire, ainsi que sur la collecte de données scientifiques sur les déchets plastiques. Le projet phare de The SeaCleaners est de construire un navire géant, le Manta, pour collecter des déchets plastiques en mer et le long des côtes. À la suite d’un différend avec certains membres de l'association l'accusant d'irrégularités financières, Yvan Bourgnon quitte l'association en novembre 2023. Une enquête préliminaire est ouverte par le procureur de Lorient pour abus de confiance, dont les résultats ne sont pas encore connus.

## Palmarès

### Courses
- 1988 : vainqueur du Trophée des Lycées à Quiberon sur First Class 8
- 1991 : 3e Transat Philadelphie-Newport en J44 sur Région Nord Pas de Calais
- 1994 : vainqueur du Trophée Clairefontaine avec son frère Laurent
- 1995 :
  - vainqueur de la Mini Transat (Brest / Funchal (Madère) / Fort-de-France, 32 participants) sur Omapi-St Brévin (proto #291 Finot-Conq 1991) en 27 jours, 7 heures et 21 minutes
  - vainqueur de la Mini-Fastnet avec Marc Guessard (10 participants) sur Omapi (proto #291 Finot-Conq 1991)
  - vainqueur de la Transgascogne (26 participants) sur Omapi-St Brévin (proto #291 Finot-Conq 1991) : jamais un coureur n’avait remporté les 3 épreuves dans une même saison.
  - 2e Course de l'Europe (Primagaz / tacticien)
  - Champion de France Hobie Cat 16
  - 2e Raid de la Liberté en catamaran F18
  - 4e Raid Breitling en catamaran F18

- 1996 :
  - 6e Québec-Saint Malo (Laiterie de St Malo / skipper)
  - 1er Grand Prix de Brest (Primagaz / tacticien)
  - 2e Trophée Clairefontaine
  - 2e Grand Prix de Fécamp et de la Trinité-sur-Mer (Primagaz / tacticien)

- 1997 :
  - 3e Course de l'Europe (Primagaz / navigateur)
  - vainqueur de la Fastnet Race (Primagaz / tacticien)
  - vainqueur de la Transat Jacques-Vabre (Le Havre-Carthagène) avec son frère Laurent sur Primagaz en 14 jours, 7 heures et 37 minutes[25]

- 1998 :
  - Route du Rhum (Yprema) Ab
  - 2e Grand Prix de Vendée (Primagaz / navigateur)

- 1999 :
  - Tentative de record de l'Atlantique en équipage échoué : record + 2 h (Foncia/skipper) avec un bateau plus petit que Jet Services.
  - 3e Trophée Clairefontaine
  - 4e Fastnet (Foncia / skipper)
  - 3e Transat Jacques Vabres (Foncia / skipper)

- 2000 :
  - 3e Québec-St-Malo (Bayer en France / skipper)
  - 3e Grand Prix de Fécamp (Bayer en France / skipper)

- 2001 :
  - 4e Challenge Mondial assistance (Cherbourg Tarragone) (Bayer/ skipper)
  - 8e Transat Jacques Vabre (Nautica / skipper) à la suite d'une avarie.

- 2002 :
  - Concurrent de la Route du Rhum : chavirage (Rexona Men / skipper) 5 jours dans la coque à l'envers à attendre les secours sans eau et nourriture. Il sera récupéré en état d'hypothermie démuni de tous moyens de communications par satellite et balise de détresse.

- 2003 : champion de France catamaran Formule 18 des raids (barreur)

- 2005 :
  - Création du Team Océan : 1re écurie de course au large
  - Vainqueur du Tour de l’île de Wight sur le trimaran Brossard

- 2006 :
  - 6e de la Route du Rhum sur le trimaran Brossard
  - 3e au raid baie du mont Saint-Michel en catamaran F18

- 2007 :
  - 4e de la Transat Jacques Vabre entre Le Havre et Bahia de Salvador sur le trimaran Brossard
  - 2e au Championnat de France des Raids en catamaran F18

- 2008 :
  - Champion de France des Raids en catamaran F18 2008
  - 1er au Raid Émeraude à Saint-Lunaire en catamaran F18
  - 1er au Raid baie du mont Saint-Michel en catamaran F18
  - 2e au classement national des coureurs en catamaran F18 raid 2008
  - 2e raid de Ronce-les-Bains en catamaran F18
  - 3e raid bleu en Normandie en catamaran F18
  - 3e à la Costarmoricaine en catamaran F18
  - 3e raid des Baleines en catamaran F18
  - 3e du Trophée Malo en catamaran F18
  - 3e du raid de Toulon en catamaran F18 (championnat de France)
  - 2e du Trophée Mer et Montagne 2008 à Cancale
  - 3e à l’Euromed’s cup à Marseille en IRC

- 2009 :
  - 7e à l’Archipelago Raid
  - 1er Raid de Sète

- 2010 :
  - 3e au raid Iroise en Catamaran F18
  - 1er au raid de Sestri Levante en Italie en Catamaran F18
  - 1er au Défi de la Baule
  - 2e à la 66 Sailing Cup
  - 2e raid de Quiberon
  - 8e Championnat du Monde nacra F18 en Hollande
  - 2e à la Juri’s cup
  - 3e au Critérium de la Méditerranée en F18
  - 3e au Raid Manche Atlantique

- 2011 :
  - 1er au Raid Iroise en F18
  - 1er au Défi de la Baule en catamaran
  - 3e à la Sailing Cup à Argelès en F18
  - 14e au championnat du monde de F18
  - Statut de sportif de haut niveau
  - 5e au Bol d’Or du lac Léman en M2

- 2012 :
  - Titre de champion d’Europe 2012 en Nacra F20
  - 1er de la Zout cup en Belgique
  - 1er des régates du Lac de Joux en Nacra F20
  - 3e du Raid des 3 phares en F18
  - 5e du Grand Prix de Hyères en cata M2

- 2013-2015 : 1er Tour du Monde en voilier non habitable sur un catamaran de sport réalisé en 220 jours de mer entre le 5 octobre 2013 et le 23 juin 2015

- 2016 :
  - 3e de la Transat Québec St Malo sur le trimaran 50 pieds French Tech Rennes St Malo
  - 2e Grand Prix de St Quay en Portrieux avec Gilles Lamiré en Multi 50
  - Routeur météo unique de Gilles Lamiré qui remporte la Transat Anglaise en solitaire sur le trimaran 50 pieds French Tech Rennes St Malo

- 2017 : 1er Passage du Nord Ouest en solitaire à la voile en solitaire sur un catamaran de sport de 6 mètres sans habitacle pendant 72 jours

- 2018 :
  - 2e au Raid de l'Eurocat en Nacra F20 avec Mathis Bourgnon
  - 3e de l'Eurocat en Nacra F20 carbon avec Mathis Bourgnon
  - 1er Raid Duc d'Albe en Nacra F20 carbon
  - 1er Coupe des Îles d'or en Nacra F20 carbon
  - 1er Trophée des Rentes genevoises en Nacra F20 carbon avec Olivier Gagliani
  - 3e raid Cataglenn en Nacra F20 carbon
  - 2e Grand Prix de l'Armistice à Maubuisson avec Emeric Dary

- 2019 :
  - 1er Eurocat en Nacra F20 carbon avec Emeric Dary
  - Champion d' Europe sur Nacra F20 avec Mathis Bourgnon
  - 1er sur la 1re épreuve du Championnat Suisse de catamaran de sport Races à Morges (Suisse) avec Olivier Gagliani
  - 1er Bol d'Or de Neuchâtel en Nacra F20 carbon avec Mathis Bourgnon
  - 2e Raid de Quiberon en Nacra F20 carbon avec Mathis Bourgnon
  - 1er dans la Catégorie 20 pieds de la Texel Race en Hollande avec Mathis Bourgnon
  - 1er Raid Emeraude en Nacra F20 carbon avec Olivier Gagliani
  - 3e Championnat du Monde en Nacra F20 en Italie avec Mathis Bourgnon
  - 1er Critérium de Morges en Nacra F20 carbon avec Mathis Bourgnon
  - 3e Catagolfe à Arradon sur Nacra F20 carbon avec Mathis Bourgnon
- 2020 :
  - Champion Suisse de Nacra F20 avec Mathis Bourgnon
  - Participation aux ETF 26 Séries
  - 1er Critérium de Morges en Nacra F20 carbon avec Mathis Bourgnon
  - 1er National Nacra F20 hollandais
- 2021 :
  - vainqueur du Trophée du raid du Duc D'albe
  - champion suisse de Nacra F20
  - vainqueur du Critérium de Morges en Nacra F20
  - vainqueur du Bol d’or Mirabaud en catamaran de sport
  - vainqueur du Bol d’or du Lac de Joux en catamaran de sport
  - vainqueur du Grand Prix M3 Lac de Joux en catamaran de sport
  - vainqueur du Raid Émeraude en catamaran de sport
  - 2e au Raid de Quiberon en ETF 26
- 2022 :
  - vainqueur du raid du Duc d'Albe en Nacra F20
  - 6e du championnat ETF 26 (catas volants)
  - 2e de la Texel Race - Hollande (plus grand rassemblement de catamarans de sport au monde)
  - vainqueur du Bol d'or du Lac de Joux en Nacra F20
- 2023 :
  - vainqueur du raid du Duc d'Albe en Nacra F20
  - vainqueur du Bol d'or de Neuchâtel en Nacra F20
  - 2e du raid d'Oléron en Nacra F20
- 2024 :
  - vainqueur du Bol d'or de Neuchâtel en Nacra F20
  - vainqueur du Bol d'or du Lac de Joux en Nacra F20
  - 2e du Bol d'or du Lac Léman en Nacra F20
  - 2e de la Coupe M3 au Lac de Joux en Nacra F20
  - 2e du Raid Émeraude en Nacra F20
  - 4e de la Duo Concarneau sur le mono 6.50 de Mathis Bourgnon
  - Vainqueur du Raid Cata Oléron en Nacra F20

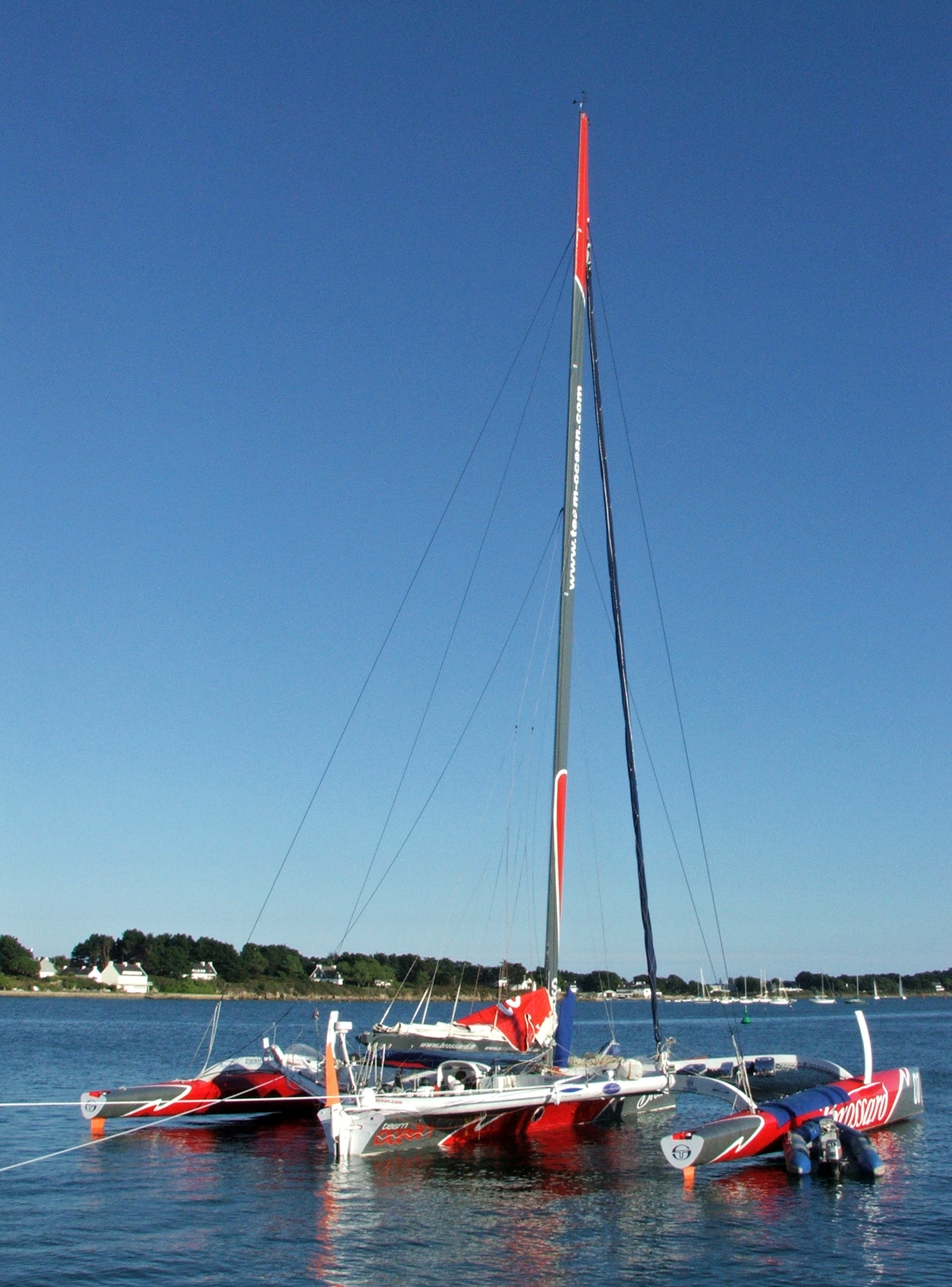
Le trimaran ORMA Brossard à la Trinité-sur-Mer.

### Records
- 1991 : record absolu de la traversée de la Méditerranée (Marseille-Carthage) sur le trimaran Primagaz
- 1993 : record absolu du tour de la Guadeloupe sur KL18 avec Philippe Cairo en 14 h 22 min
- 1997 : record absolu de la traversée de la Manche (Cowes-Dinard) sur le trimaran Primagaz en 7 h 34 min (record toujours détenu en 2019 dans la catégorie en dessous de 60 pieds)
- 2000 : record absolu de la distance parcourue en 24h (625 milles) sur le trimaran Bayer pendant la course Québec-St Malo
- 2001 : record absolu de l'aller/retour Calais-Douvres-Calais sur le trimaran 60 pieds ex Sergio Taquini en 2 h 14 min (record toujours détenu en 2019)
- 2006 :
  - Le Record Brittany-Ferries (Traversée de la Manche de Plymouth à Roscoff) : 3 heures 21 minutes et 10 secondes à une moyenne de 29 nœuds à bord de son trimaran océanique Brossard[26].
  - Record SNSM Tour de la Bretagne (St Nazaire-St-Malo) : Record en 13 heures 26 minutes et 49 secondes à bord de son trimaran océanique Brossard à plus de 21 nœuds de moyenne[27] (Record toujours détenu en 2019)
  - Record de distance à la voile en 24 heures en solitaire (Record toujours détenu en 2019 dans la catégorie moins de 60 pieds) : 610.45 milles à la vitesse moyenne de 25,44 nœuds à bord de Brossard[28]
- 2007 : record absolu du Tour de la Guadeloupe (toujours détenu en 2019) sur le trimaran 60 pieds Brossard en 8 h 03 min
- 2010 : record de la traversée de la Méditerranée : 455 milles parcourus en moins de 53 heures entre Marseille et Carthage sur un Hobie Cat Fox
- 2012 : record de la distance parcourue en 24 h en voile légère : 344 milles (637,52 km) au large du Brésil sur un cata de sport : Nacra F20 Carbon avec Thibault Vauchel Camus
- 2018 :
  - record de la traversée de la Méditerranée (Marseille-Carthage) en 1 jour 18 h 56 min avec son fils Mathis Bourgnon sur un Nacra F20
  - record de la traversée de la Manche (Cowes-Dinard) en 19 h 47 min avec son fils Mathis Bourgnon sur un Nacra F20
- 2019 : record de la distance parcourue en 24 en catamaran de sport : 403 milles avec son fils Mathis Bourgnon en Nacra F20 (record battu de 42 milles) entre Lisbonne et Safi (Maroc)
- 2022 : record de la traversée de la Manche (Cowes-Dinard) en 8 heures,37 minutes et 57 secondes avec Paul Melot sur un Nacra F20[29]

## Défis inédits d'aventure
- Le cap Horn en 2012

1er passage du cap Horn en catamaran de sport (avec un Nacra F20 de série) avec 60 h de navigation, lors du Défi Terrésens 2012 avec Sébastien Roubinet
- Un tour du monde en catamaran de sport de octobre 2013 à juin 2015 pendant 220 jours en mer.

1er tour du monde en catamaran de sport non habitable, en solitaire, sans assistance, sans météo et sans GPS. 20 mois, 20 étapes et 55 000 km autour du monde par les alizés.
- Le passage du Nord Ouest en catamaran de sport en solitaire du 13 juillet au 22 septembre 2017

Défi Bimédia : relier l'océan Pacifique et l'océan Atlantique par le passage du Nord-Ouest. Premier navigateur après 7 500 km entre Nome (Alaska) et Nuuk (Groenland) sur son catamaran de sport non habitable, en solitaire. Cette traversée fait l'objet de controverses.
À ce jour, aucun des défis réalisés par Yvan Bourgnon n'a été réalisé par d'autres navigateurs.